# Bojan Brecelj (častnik)
Bojan Brecelj, slovenski častnik.
vojaški pilot in podpolkovnik Brecelj je pripadnik letalstva SV.

## Vojaška kariera
- načelnik štaba, 1. OPP VLZO (2001)

## Odlikovanja in priznanja
- srebrna medalja Slovenske vojske (8. maj 2002)
- medalja v službi miru (9. december 1999)